# TNT (programa de televisión)
TNT (Televisión Noche Telecinco en su primera etapa y Tu nueva tentación en la segunda) fue un programa de televisión español emitido en Telecinco entre el 20 de julio de 2004 y el 18 de septiembre de 2007. El espacio fue presentado, primero, por Jordi González (2004-2006) y, en su última etapa, por Yolanda Flores (2006-2007).

## Historia
Se emitía en late night, comenzó en los períodos vacacionales de Crónicas marcianas y al final fue un programa habitual en la cadena. Se centraban en actualidad, realities, debates, entrevistas, humor y, sobre todo, en prensa del corazón.
Fue presentado por Jordi González. En febrero de 2006 fue remplazado en las labores de presentación por Yolanda Flores. En enero de 2007 inicia su última temporada con nuevas secciones y cambios en colaboradores y reporteros. El programa finalizó en septiembre de 2007.

## Equipo técnico
- Producción: Atlas (2004-2007) y La Fábrica de la Tele (2007).
- Dirección: Jordi González y Saúl Rodríguez.

### Presentador
- (2004-2006) Jordi González.
- (2006-2007) Yolanda Flores.

### Colaboradores
- (2004-2005) Bibiana Fernández, colaboradora de televisión.
- (2004-2006) Aída Nízar, exconcursante de Gran Hermano 5.
- (2004-2006) Luis Rollán, periodista del corazón y amigo de Isabel Pantoja.
- (2004-2006) Enric Escudé, presentador de televisión.
- (2004-2007) Leticia Sabater, presentadora de televisión.
- (2004-2007) Kiko Matamoros, exmánager de Carmen Ordóñez y excuñado de Mar Flores
- (2007) Kiko Hernández, colaborador y exconcursante de Gran Hermano 3.
- (2004-2007) Mila Ximénez, periodista, colaboradora de televisión y escritora.
- (2004-2007) Marta Torné, presentadora de televisión.
- (2004-2007) Karmele Marchante, periodista del corazón y escritora.
- (2005) Marta López, exconcursante de Gran Hermano 2.
- (2005-2006) Mayte Alonso, hermana gemela de la periodista Erika Alonso.
- (2005-2007) Erika Alonso, periodista del corazón.
- (2005-2007) Alessandro Lecquio, ex pareja de Ana Obregón.
- (2005-2007) Paloma García-Pelayo, periodista y escritora.
- (2006) Raquel Mosquera, viuda de Pedro Carrasco.
- (2006-2007) Lydia Lozano, periodista del corazón.
- (2006-2007) Aurelio Manzano, periodista del corazón.
- (2006-2007) Juliana Restrepo, periodista y presentadora de televisión.
- (2006-2007) María Jesús Ruiz, Miss España 2004.
- (2006-2007) Roser, Cantante y exconcursante de Popstars.
- (2006-2007) Charo Reina, cantante folklórica.
- (2007) Jesús Locampos, periodista y escritor.
- (2007) Antonio David Flores, exmarido de Rocío Carrasco.

### Reporteros
- (2004-2007) Sonia Monroy
- (2004-2007) Laura Lago
- (2004-2005) Marijose Manrubia
- (2005-2007) Daniela Blume
- (2005-2007) Juan de Toro
- (2005-2007) Laura Carranza
- (2005) Xavi Oribe
- (2005) Quique "Torito" Jiménez
- (2007) Beatriz Trapote
- (2006-2007) Kristian Lolo
- (2006-2007) Sara Serrano
- (2006) Marta Pastra
- (2007) Gianni Gogcyx
- Raúl Gómez